# Unterseeboot UC-56
Pour les autres navires du même nom, voir Unterseeboot 56.
L'Unterseeboot UC-56 est un sous-marin (U-Boot) mouilleur de mines allemand de type UC II utilisé par la Kaiserliche Marine pendant la Première Guerre mondiale. Le U-boot a été commandé le 12 janvier 1916, mis sur cale le 4 mars 1916 et lancé le 26 août 1916. Il a été mis en service dans la marine impériale allemande le 18 décembre 1916 sous le nom de UC-56.
En six patrouilles, l'UC-56 a coulé un navire par torpille : le navire-hôpital britannique HMHS Glenart Castle. L'UC-56 a souffert de pannes mécaniques qui l’ont empêché de s’immerger. Il se réfugie le 24 mai 1918 à Santander, en Espagne, et y est interné pendant tout le reste de la guerre.

## Conception

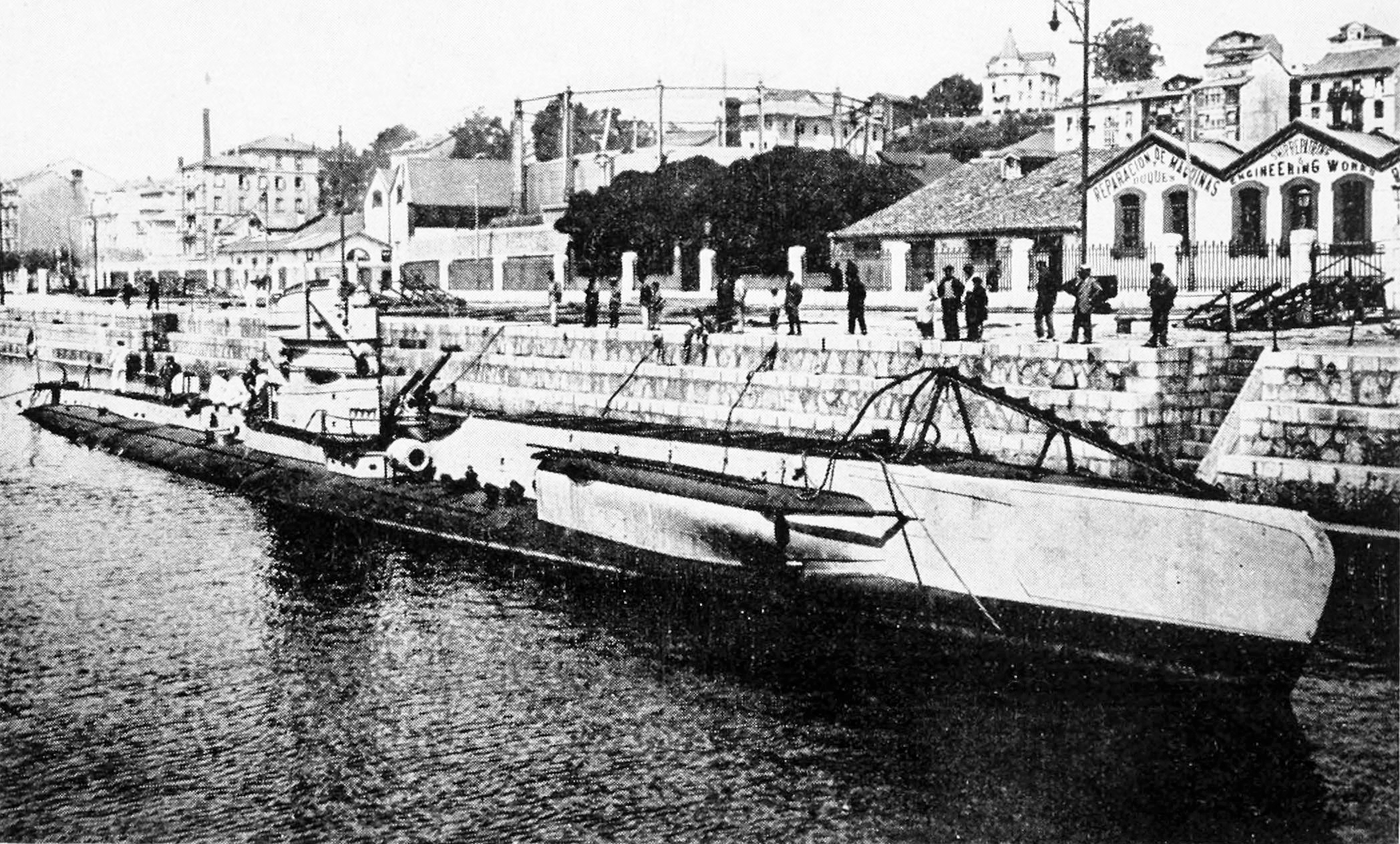
Sous-marin allemand UC-56 à Santander, Espagne

Sous-marin de type UC II, l'UC-56 avait un déplacement de 415 tonnes en surface et de 498 tonnes en plongée. Il avait une longueur hors tout de 50,52 m, un maître-bau de 5,22 m et un tirant d'eau de 3,61 m. Le sous-marin était propulsé par deux moteurs diesel 6 cylindres à quatre temps produisant chacun 290 à 300 ch (210 à 220 kW), soit un total de 580 à 600 ch (430 à 440 kW), et par deux moteurs électriques produisant 620 ch (460 kW), actionnant deux arbres d'hélice.
Le sous-marin avait une vitesse maximale de 11,6 nœuds (21,5 km/h) en surface et de 7,3 nœuds (13,5 km/h) en immersion. Son autonomie était de de 8660 à 9450 milles marins (16040 à 17500 km) à 7 nœuds (13 km/h) en surface, et de 52 milles marins (96 km) à 4 nœuds (7,4 km/h) en immersion. Il lui fallait 48 secondes pour plonger, et il était capable d’opérer à une profondeur maximale de 50 mètres.
L’UC-56 était équipé de trois tubes lance-torpilles de 500 mm, un à l’arrière et deux à l’avant, avec sept torpilles, et d’un canon de pont de 8,8 cm SK L/30. Mais son arme principale était ses six puits de mines de 1000 mm portant dix-huit mines UC 200. Son effectif était de vingt-six membres d’équipage.

## Destin
L'U-boot fut attaqué avec des charges de profondeur larguées par l’USS Christabel (SP-162) le 21 mai 1918. Il n’a pas été capable de s’immerger à nouveau en raison des dégâts de combat. Le 24 mai 1918, le sous-marin arrive à Santander, en Espagne, après un dangereux voyage de trois jours dans un état gravement endommagé. L’équipage de l'UC-56 est interné, les Allemands rapportent aux autorités espagnoles que leur sous-marin a été gravement endommagé par le Christabel, et qu’ils n’ont pas eu d’autre choix que de se réfugier dans un port neutre.

## Affectations
- Flottille de la Baltique : du 20 août au 10 décembre 1917
- Flottilles des Flandres / Flottille I : du 10 décembre 1917 au 24 mai 1918

## Commandants
- Kapitänleutnant Johannes Remy : du 18 décembre 1916 au 31 janvier 1917
- Kapitänleutnant Wilhelm Kiesewetter : du 1er février 1917 au 24 mai 1918

## Navires coulés

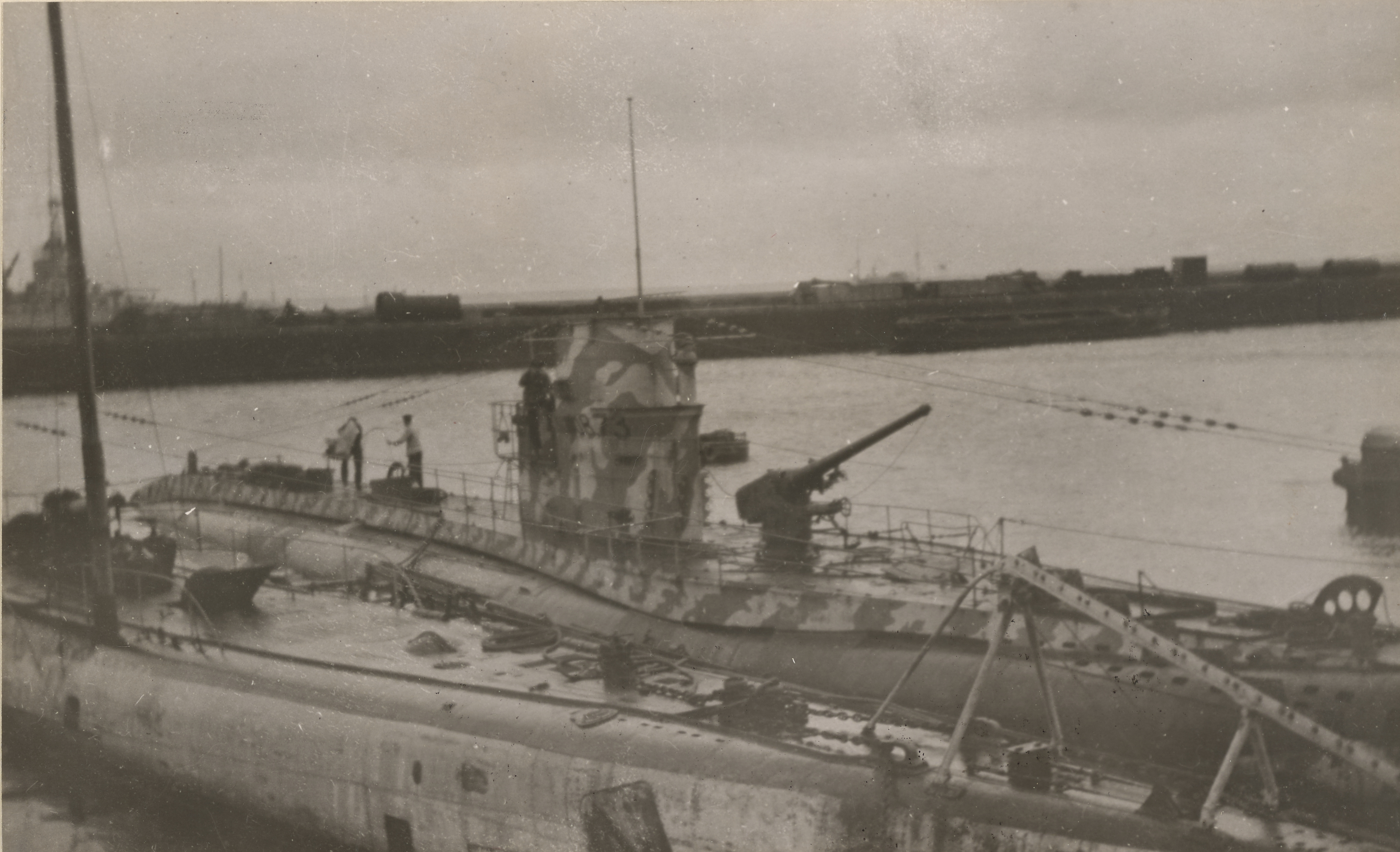
Les U-boote U-108 et UC-56 à quai à Brest en 1918, remis aux Français selon les termes de l’armistice ; l'UC-56 est au premier plan.

| Date            | Nom                 | Nationalité | Tonnage | Destin |
| --------------- | ------------------- | ----------- | ------- | ------ |
| 26 février 1918 | HMHS Glenart Castle | Royal Navy  | 6824    | Coulé  |